# Fouillebroc
Le Fouillebroc (prononciation API : [fujbrɔc]) est un ruisseau de petite taille dont le cours s'étend sur 9 km dans le département de l'Eure en Normandie.

## Hydronymie
Dans les anciens textes, le nom de rivière Fouillebroc est parfois altéré en Fouille-Broc, par étymologie populaire. On le trouve également mentionné sous la forme Fouillebec.
Il n'y a pas lieu d'y voir le mot français broc, prononcé [bro], qui n'est d'une part pas attesté formellement avant le XIVe siècle et d'autre part pas prononcé de la même manière que l'élément -broc dans Fouillebroc, prononcé [brɔc]. Quant à une explication par l'ancien français broc « taillis épineux », elle n'est pas envisagée dans les sources. De même le premier élément Fouille- peut difficilement s'expliquer par le verbe fouiller dont la présence dans un hydronyme serait inédite.
Le second élément -broc est explicable par le vieil anglais brōc « ruisseau » ou par une altération de la finale -bec, issu de l'ancien normand bec « ruisseau », de l'ancien scandinave bekkr de même sens. On croit reconnaître brōc par ailleurs dans Bruquedalle (Seine-Maritime, Brokedale en 1185 - 89) à 20 km environ du Fouillebroc, -dalle (jadis -dale) est issu du vieil anglais dale « vallée » (ou de l'ancien scandinave dalr de même sens). Ils sont comparables aux Brookdale anglais. On retrouve aussi l'anglo-saxon (vieil anglais) brōc dans Brocottes (Calvados), Brocquebœuf à Lithaire (Manche) et le Brocq, cours d'eau du département de la Manche, formé des ruisseaux des Moulingolles et d'Azeville au lieu-dit "Le Pont Percé" sur la commune de Neuville-au-Plain.
Le premier élément Fouille- représente de manière vraisemblable le vieil anglais fūl « sale, fétide » (> anglais foul, même sens) que l'on trouve justement associé au vieux normand -bec dans les nombreux Foulbec (Folebec, Fulebec), dont Foulbec (Eure, Folebec 1066, parfois aussi altéré en Fouillebec) et les Fulbeck anglais. Foul- peut s'expliquer également par l'ancien scandinave fúll de même sens que le vieil anglais, les éléments anglais et scandinaves s'étant souvent mêlés dans la toponymie normande (comme en Angleterre). De même que les Foulbec sont comparables aux Fulbeck anglais, *Foulbroc est comparable aux Fulbrook anglais (jadis notés également Folebroc, Fulebroc, Fullebroc, Fulbroc, Foulbroc). L'altération de *Foul- en Fouille- s'est probablement effectuée sous l'influence du mot français fouille.

## Source et communes traversées
Il prend sa source, dite de Sainte-Catherine, dans la forêt de Lyons sur la commune de Puchay.
Ensuite il traverse l'abbaye de Mortemer, Lisors, Touffreville, Gaillardbois-Cressenville, Rosay-sur-Lieure et Ménesqueville.
Il se jette enfin dans la Lieure à Ménesqueville, rivière dont il est le seul affluent référencé.

## Images

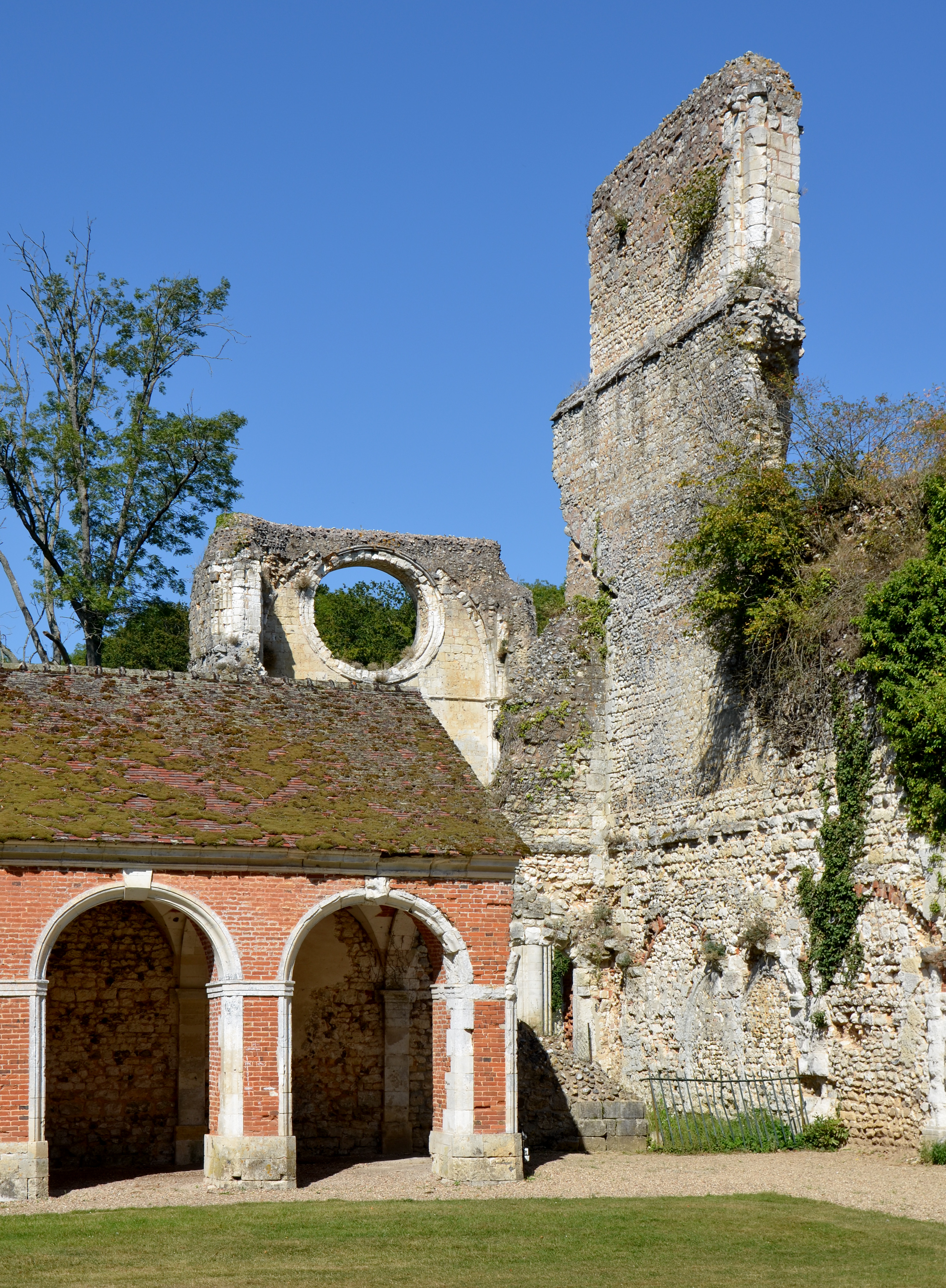
Mortemer Une partie de l'aile du cloitre et clocher de l'abbatiale.
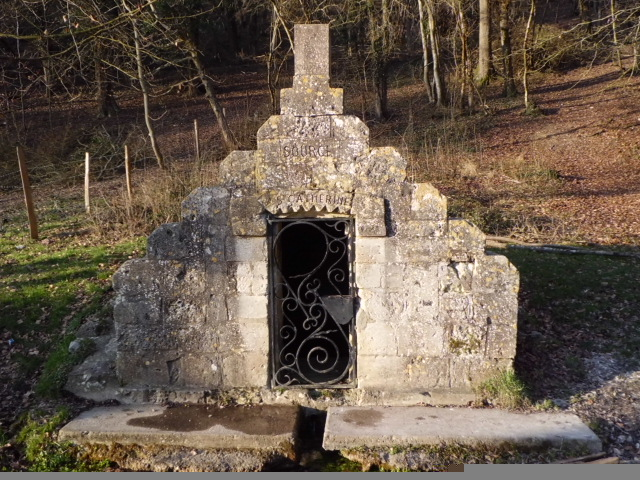
Oratoire Sainte-Catherine
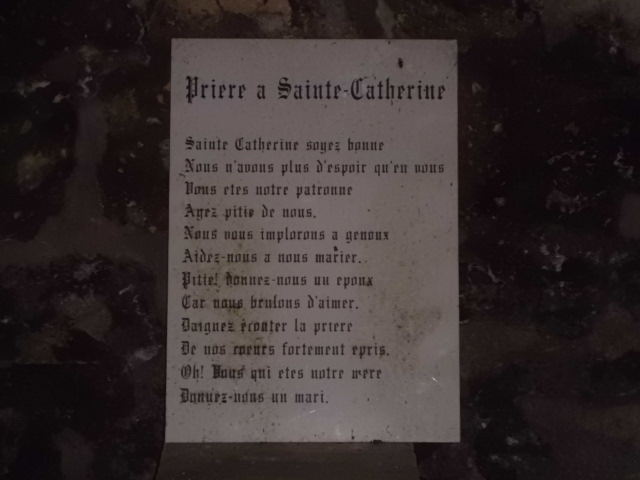
Prière à sainte Catherine à l'intérieur de l'oratoire